# Elta GmbH
Die Elta GmbH war ein deutscher Importeur asiatischer Elektrogeräte, gegründet 1968 in Hamburg von Hans-Peter Senn. Der Firmensitz des Unternehmens mit zuletzt 70 Angestellten befand sich in Rödermark (Hessen). Der Jahresumsatz betrug 2006 100 Millionen Euro und 2007 110 Millionen Euro. Das jährliche Importvolumen lag zwischen sechs und sieben Millionen Geräte, vor allem Unterhaltungselektronik und elektrische Küchengeräte aus dem Niedrigpreissegment. Das Unternehmen wurde 2009 an die emdequity GmbH von Malte Daun verkauft. Am 30. Juni 2010 wurde der Standort Rödermark geschlossen und alle Mitarbeiter sozialverträglich gekündigt, der Standort in Hongkong war davon nicht betroffen. Zum 1. Januar 2011 wurde die Marke elta an die Yücel Trading GmbH verkauft.